# Kuljumbė
Il Kuljumbė (in russo Кулюмбэ?) è un fiume della Russia siberiana orientale, affluente di sinistra della Chantajka. Scorre nel Tajmyrskij rajon del Territorio di Krasnojarsk.
Il fiume ha origine dal lago Srednekukjumbinskoe ad un'altitudine di 358 m sul livello del mare e scorre principalmente in direzione occidentale, sfocia nella baia Kuljumbė del bacino della Chantajka (Хантайское водохранилище) a un'altitudine di 60 m s.l.m. Prima del riempimento del bacino sfociava nel fiume Chantajka a 696 km dalla foce. La sua lunghezza era di 232 km e il suo bacino di 11 500 km².